# Rhineimegopis
Rhineimegopis is een kevergeslacht uit de familie van de boktorren (Cerambycidae). De wetenschappelijke naam van het geslacht werd voor het eerst geldig gepubliceerd in 2001 door Komiya & Drumont.

## Soorten
Rhineimegopis omvat de volgende soorten:
- Rhineimegopis cordieri (Lameere, 1916)
- Rhineimegopis rugicollis Komiya & Drumont, 2001